# 在日コートジボワール人
在日コートジボワール人（ざいにちコートジボワールじん）は、日本に一定期間在住するコートジボワール国籍の人々である。

## 統計
日本の法務省の在留外国人統計によると、2023年12月末時点で在日コートジボワール人は197人である。
在留資格別（3位まで）
| 順位 | 在留資格                 | 人数 |
| ---- | ------------------------ | ---- |
| 1    | 永住者                   | 42   |
| 2    | 留学                     | 42   |
| 3    | 技術・人文知識・国際業務 | 29   |

都道府県別（3位まで）
| 順位 | 都道府県 | 人数 |
| ---- | -------- | ---- |
| 1    | 東京     | 40   |
| 2    | 神奈川   | 40   |
| 3    | 岐阜     | 17   |

## 著名人
- ベルナール・アッカ
- サコ・ランシネ